# Thymus mastichina
Thymus mastichina ist eine Pflanzenart aus der Gattung der Thymiane (Thymus) in der Familie der Lippenblütler.

## Beschreibung
Thymus mastichina ist eine 20 bis 50 cm hohe, aufrechte Pflanze. Die Laubblätter stehen in Büscheln in den Achseln der Stängel. Sie sind 8 bis 10 mm lang und 2 bis 3 mm breit. Sie sind schmal eiförmig bis elliptisch-lanzettlich und oftmals mehr oder weniger fein gekerbt. Sie sind filzig oder nahezu unbehaart und an der Basis nicht bewimpert.
Die Blütenstände sind meist nahezu kugelförmig und messen 10 bis 20 mm im Durchmesser. Die Tragblätter ähneln den Laubblättern und sind grünlich. Der Kelch ist 4 bis 6 mm lang, die oberen Zähne haben eine Länge von 2 bis 3 mm, alle Zähne sind lang bewimpert, so dass der Blütenstand ein etwas fiederiges Aussehen erhält. Die Krone ist weißlich, die Kronröhre steht leicht über den Kelch hinaus.
Die Chromosomenzahl beträgt 2n = 60.

## Systematik
Innerhalb der Gattung der Thymiane (Thymus) wird die Art in die Sektion Mastichina eingeordnet.
Man kann zwei Unterarten unterscheiden:
- Thymus mastichina subsp. donyanae R.Morales: Sie kommt vom südlichen Portugal bis zum südwestlichen Spanien vor.[3]
- Thymus mastichina subsp. mastichina: Sie kommt in Portugal und Spanien vor.[3]

## Vorkommen und Verwendung
Die Art ist in Spanien und Portugal verbreitet. In Spanien und Argentinien wird Thymus mastichina angebaut und als Würzmittel verwendet.

## Belege